# Sponsio
La sponsio (dalla stessa radice del verbo greco σπένδω, spéndō, "fare libagioni") costituisce una forma di giuramento compromissorio valente nella società romana sia in ambito giuridico che religioso e la base attraverso cui si sono sviluppate le obbligazioni in senso moderno.
Inizialmente sulla base di Varrone (Lingua lat. 6,69) e Valerio Flacco (Fest. 440) gli si attribuì origine latina da sponte (spontaneamente), ma i linguisti moderni (Ernout et Meillet; Walde-Hofman) ritrovano la radice del termine proprio nel greco spendo per quanto riguarda la sua valenza religioso-sacrale, poiché indicante l'atto di offerta agli dei di materiali liquidi come vino e latte. La sponsio venne utilizzata difatti per gli scopi più vari (come promessa di matrimonio, come modalità di trasferimento o acquisto di merce o denaro, nei trattati internazionali ecc.) per via della sua ecletticità e plurivalenza, caratteristiche che gli permisero di sopravvivere ad altri tipi di obbligazione come i nexi e nello stesso tempo di far sorgere la prima obligatio in senso puro conosciuta dai romani. Si pensa inoltre che la sponsio originariamente, visto il suo carattere sacro (e per questo la derivazione greca risulterebbe corretta), fosse affiancata da un'invocazione alla divinità, quale testimone dell'atto di giuramento che si stava compiendo, affinché si potesse ottenerne la protezione.
La sponsio si svolgeva attraverso un atto di richiesta del futuro creditore nei confronti dell'altro, lo sponsor, di una determinata "prestazione" (il termine per il periodo in questione è anacronistico), il quale si impegnava a far sì che il primo riuscisse ad ottenerla, anche se non propriamente da lui, vincolandosi a quest'ultimo mediante un dare oportere, ossia una necessità sia materiale che psicologica di realizzare la promessa affinché il vincolo si spezzasse. Se questo non accadeva, se cioè lo sponsor mancava di realizzare la "prestazione", esso era soggetto alla manus iniectio da parte del creditore, il quale però, prima di ricorrere all'azione esecutiva doveva accertare l'esistenza del vincolo dello sponsor davanti a un giudice. Venne istituita infatti dalle XII Tavole la legis actio per iudicis arbitrive postulationem, la quale aveva tra le sue funzioni, quella di determinare l'esistenza del vincolo della sponsio. Una volta provato che il vincolo era presente il creditore poteva procedere con la manus iniectio e convertire il dare oportere in un asservimento corporale, scaduto il termine posto dal "Trinundium".
Nel caso in cui lo sponsor non riuscisse a far ottenere da sé la "prestazione" al creditore, poteva vincolarsi attraverso una seconda sponsio (che prenderà il nome di adpromissio) ad un garante, il quale eseguita la prestazione al posto del primo aveva il diritto di pretendere, poi, dallo sponsor principale un risarcimento. Se questo non perveniva allo sponsor garante questi poteva praticare direttamente la manus iniectio sul "suo creditore" (lo sponsor principale) senza alcun accertamento del vincolo mediante l.a.p.i.p., come se questo fosse già stato giudicato. Altra variante della sponsio era l'adstipulatio con cui un secondo creditore (l'adstipulator) poteva vincolare uno sponsor soggetto a un altro creditore attraverso una sponsio adiacente a quella già instaurata prima, pretendendo la stessa "prestazione" e avendo gli stessi diritti del creditore precedente, raddoppiando di conseguenza la "prestazione" da parte dello sponsor.
L'adempimento dell'obbligo nei confronti del creditore non era abbastanza per far sì che il vincolo da sponsio potesse cessare. Esisteva difatti un atto speculare alla sponsio che faceva sì che il soggetto fino ad allora vincolato fosse di seguito libero da tale vincolo provando che la "prestazione" era stata eseguita. Lo sponsor chiedeva al creditore se la "prestazione" era da lui stata compiuta, se cioè il creditore aveva ottenuto quel che aveva chiesto, il quale poteva rispondere semplicemente habeo. Tale atto prese il nome di acceptilatio. Tuttavia abbiamo conferma che in epoca classica l’acceptilatio non aveva più questa funzione.